# Hendrik Klopper
El general Hendrik Balzazar Klopper (también conocido como Balthazar) fue un comandante militar sudafricano. Comandó la 3.ª Brigada de Infantería y posteriormente ascendió a comandante de la 2.ª División de Infantería durante la Campaña del Desierto Occidental de la Segunda Guerra Mundial. Es conocido por haberse rendido junto con sus tropas a Rommel tras la captura de Tobruk por el Eje en junio de 1942. Tras la guerra, fue Jefe del Estado Mayor del Ejército de Sudáfrica entre 1950 y 1953, y Comandante General de la Fuerza de Defensa de la Unión desde 1956 hasta su jubilación en 1958.